# Владимир Гранат
Владимир Васиљевич Гранат (рус. Владимир Васильевич Гранат; Улан Уде, 22. мај 1987) професионални је руски фудбалер који игра у одбрани на позицијама левог и централног бека. Читаву досадашњу каријеру провео је играјући за руске клубове, највише у дресу московског Динама, а од сезоне 2017/18. игра у екипи Рубина из Казања. Такође је и стандардни репезентативац Русије за коју игра од 2013. године. 

## Клупска каријера
Владимир је почео да тренира фудбал као седмогодишњи дечак у екипи Локомотиве у родном Улан Удеу. Године 2003. прелази у редове екипе Звезде из Иркутска у чијем дресу је, годину дана касније, одиграо и први професионални меч у сениорској каријери. Сезону 2005/06. почиње као играч другог тима московског Динама, екипе у којој остаје наредних десет сезона. Ради даљег стицања неопходног играчког искуства, у августу 2006. одлази на позајмицу у екипу Сибира који се тада такмичио у првој дивизији националног првенства. За први тим Динама дебитовао је 18. марта 2007, а за свеукупно десет сезона колико је провео у московском клубу, одиграо је 219 утакмица и постигао 4 поготка. Једно време током 2013. био је и на позицији капитена Динама. 
Током првенствене утакмице 29. кола сезоне 2013/14. игране у Санкт Петербургу Гранат је доживео мањи потрес мозга и прелом вилице, до чега је дошло услед напада навијача домаћег тима који је утрчао на терен и ударио Владимира у главу.
Последњег дана зимског прелазног рока сезоне 2014/15. прелази у редове екипе Ростова, а свега два месеца касније, 3. марта 2015. као слободан играч потписује чотворогодишњи уговор са московским Спартаком. Како у наредној сезони није успео да се избори за стандардно место у тиму, споразумно раскида уговор са клубом и прелази у редове премијерлигаша Ростова за који је током сезоне 2016/17. одиграо укупно 21 утакмицу, од чега 9 у европским такмичењима. У утакмици Лиге Европе против Манчестер Јунајтеда, играној у марту, задобио је прелом кључне кости због чега је остатак сезоне провео ван терена. 
У јуну 2017. прелази у редове Рубина из Казања за који је у првој сезони одиграо 28 утакмица и постигао један погодак. 

## Репрезентативна каријера
Пре дебија за сениорски тим, Гранат је играо за све млађе селекције Русије, а у августу 2011. одиграо је и прву утакмицу за олимпијску репрезентацију Русије против изабраног тима Белорусије. 
Налазио се на списку сениорске репрезентације Русије за Европско првенство 2012, али на самом такмичењу није улазио у игру. Прву званичну утакмицу у репрезентативном дресу сениорских селекција одиграо је 6. септембра 2013, у квалификацијама за Светско првенство у Бразилу, против Луксембурга када је одиграо целу утакмицу. Први погодак у репрезентативном дресу постигао је 3. септембра 2014. у пријатељскојутакмици против Азербејџана (Русија је тај сусрет добила резултатом 4:0). 
Био је део националног тима и на СП 2014. у Бразилу, те на СП 2018. одржаном у Русији. 

### Списак репрезентативних наступа
Ажурирано 13. јуна 2018.
| Списак утакмица у дресу репрезентације Русије | Списак утакмица у дресу репрезентације Русије | Списак утакмица у дресу репрезентације Русије | Списак утакмица у дресу репрезентације Русије | Списак утакмица у дресу репрезентације Русије | Списак утакмица у дресу репрезентације Русије | Списак утакмица у дресу репрезентације Русије |
| №                                             | Датум                                         | Противник                                     | Резултат                                      | Голови                                        | Тип утакмице                                  |                                               |
| --------------------------------------------- | --------------------------------------------- | --------------------------------------------- | --------------------------------------------- | --------------------------------------------- | --------------------------------------------- | --------------------------------------------- |
| 1                                             | 6. септембар 2013.                            | Луксембург                                    | 4:1                                           | —                                             | Квалификације за СП 2014.                     |                                               |
| 2                                             | 11. октобар 2013.                             | Луксембург                                    | 4:0                                           | —                                             | Квалификације за СП 2014.                     |                                               |
| 3                                             | 15. новембар 2013.                            | Србија                                        | 1:1                                           | —                                             | Пријатељска утакмица                          |                                               |
| 4                                             | 19. новембар 2013.                            | Јужна Кореја                                  | 2:1                                           | —                                             | Пријатељска утакмица                          |                                               |
| 5                                             | 6. јун 2014.                                  | Мароко                                        | 2:0                                           | —                                             | Пријатељска утакмица                          |                                               |
| 6                                             | 3. септембар 2014.                            | Азербејџан                                    | 4:0                                           | 1                                             | Пријатељска утакмица                          |                                               |
| 7                                             | 9. октобар 2014.                              | Шведска                                       | 1:1                                           | —                                             | Квалификације за ЕП 2016.                     |                                               |
| 8                                             | 12. новембар 2014.                            | Молдавија                                     | 1:1                                           | —                                             | Квалификације за ЕП 2016.                     |                                               |
| 9                                             | 18. новембар 2014.                            | Мађарска                                      | 2:1                                           | —                                             | Пријатељска утакмица                          |                                               |
| 10                                            | 23. март 2018.                                | Бразил                                        | 0:3                                           | —                                             | Пријатељска утакмица                          |                                               |
| 11                                            | 27. март 2018.                                | Француска                                     | 1:3                                           | —                                             | Пријатељска утакмица                          |                                               |
| 12                                            | 30. мај 2018.                                 | Аустрија                                      | 0:1                                           | —                                             | Пријатељска утакмица                          |                                               |